# Jörg König
Jörg Lutz König (* 2. April 1943 in Berlin; † 17. Dezember 1995 in Hamburg) war ein deutscher Politiker der SPD und von 1983 bis 1984 Finanzsenator der Freien und Hansestadt Hamburg.

## Leben
Nach dem Besuch eines Aufbaugymnasiums studierte König in den Jahren 1962 bis 1972 Rechtswissenschaft, Politikwissenschaft und Pädagogik. Obwohl er ein Studium für die Ausübung des Lehramtes absolviert hatte, arbeitete er nicht als Lehrer, sondern trat stattdessen in die Hamburgische Verwaltung ein. Er war seit 1972 als wissenschaftlicher Angestellter in der Hamburger Senatskanzlei tätig und wechselte von dort aus 1974 ins Bezirksamt Bergedorf.
König schloss sich der SPD an und war von 1970 bis 1974 Bezirksabgeordneter im Bezirk Bergedorf. Er gehörte der Hamburgischen Bürgerschaft von 1974 bis zur Mandatsniederlegung am 14. Juli 1978 als Abgeordneter an. Im Juli 1978 wählte ihn die Bergedorfer Bezirksversammlung zum Bezirksamtsleiter. Nach dem Rücktritt von Werner Staak erfolgte in einer Kampfabstimmung gegen Ortwin Runde am 25. September 1981 seine Wahl zum Landesvorsitzenden der Hamburger SPD. Seine Funktionen als Bezirksamtsleiter und SPD-Landesvorsitzender legte König am 2. Februar 1983 nieder, als er das Amt des Finanzsenators in dem vom Ersten Bürgermeister Klaus von Dohnanyi geführten Senat übernahm.
Nach einer Trunkenheitsfahrt mit dem Dienstwagen und einem Verkehrsunfall mit anschließender Fahrerflucht am 1. Mai 1984 verstrickte er sich gegenüber der Polizei in widersprüchliche Aussagen und trat am 3. Mai von seinem Amt als Finanzsenator zurück. Im August 1984 wurde er vom Amtsgericht Hamburg wegen Fahrerflucht und Trunkenheit am Steuer zur Zahlung einer Geldstrafe von 6000 DM und zu zwölf Monaten Führerscheinentzug verurteilt.
Nach seiner politischen Karriere versuchte sich König zunächst als Autor für Science-Fiction-Romane. Am 2. Januar 1985 nahm er eine Tätigkeit bei der Hamburgischen Wohnungsbaukreditanstalt auf und im Juli 1987 wurde er dort in den Vorstand berufen. Diese Funktion übte er bis zu seinem plötzlichen Tod im Dezember 1995 aus.